# Giro dei Paesi Baschi 1991
Il Giro dei Paesi Baschi 1991, trentunesima edizione della corsa, si svolse dal 8 al 12 aprile 1991 su un percorso di 787 km ripartiti in cinque tappe (l'ultima suddivisa in due semitappe). Fu vinto da Claudio Chiappucci, davanti a Johan Bruyneel e Pëtr Ugrjumov.

## Tappe
| Tappa  | Data      | Percorso                             | km    | Vincitore di tappa | Leader cl. generale |
| ------ | --------- | ------------------------------------ | ----- | ------------------ | ------------------- |
| 1ª     | 8 aprile  | Andoain > Andoain                    | 123,6 | Ad Wijnands        | Ad Wijnands         |
| 2ª     | 9 aprile  | Andoain > Vitoria-Gasteiz            | 198,9 | Andreas Kappes     | Malcolm Elliott     |
| 3ª     | 10 aprile | Vitoria-Gasteiz > Ibardin            | 188,3 | Claudio Chiappucci | Claudio Chiappucci  |
| 4ª     | 11 aprile | Vera de Bidasoa > Ataun              | 175,7 | Rolf Järmann       | Claudio Chiappucci  |
| 5ª-1ª  | 12 aprile | Ataun > Elorrio                      | 98,3  | Raúl Alcalá        | Claudio Chiappucci  |
| 5ª-2ª  | 12 aprile | Elorrio > Elgeta (Cron. individuale) | 7,2   | Johan Bruyneel     | Claudio Chiappucci  |
| Totale | Totale    | Totale                               | 787   |                    |                     |

## Classifiche finali

### Classifica generale
| Pos. | Corridore          | Squadra   | Tempo     |
| ---- | ------------------ | --------- | --------- |
| 1    | Claudio Chiappucci | Carrera   | 19h56'09" |
| 2    | Johan Bruyneel     | Lotto     | a 2'17"   |
| 3    | Pëtr Ugrjumov      | Seur      | a 2'39"   |
| 4    | José Luis Laguía   | Paternina | a s.t.    |
| 5    | Marino Lejarreta   | ONCE      | a 2'55"   |